# Placas de identificação de veículos em Andorra

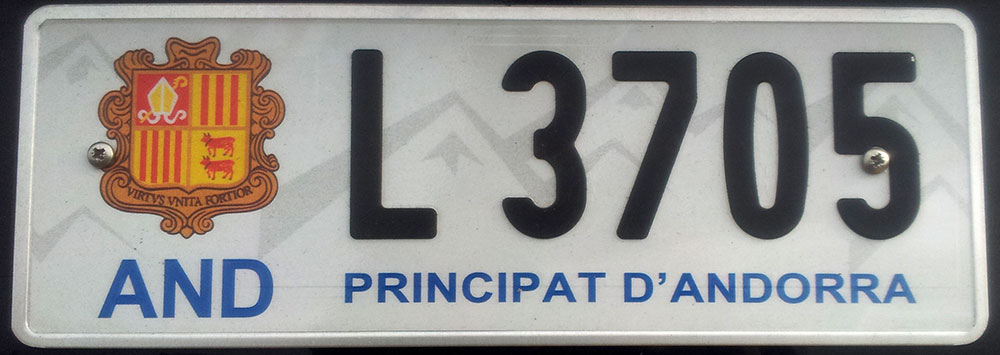
Placa andorrana (2011-atual)

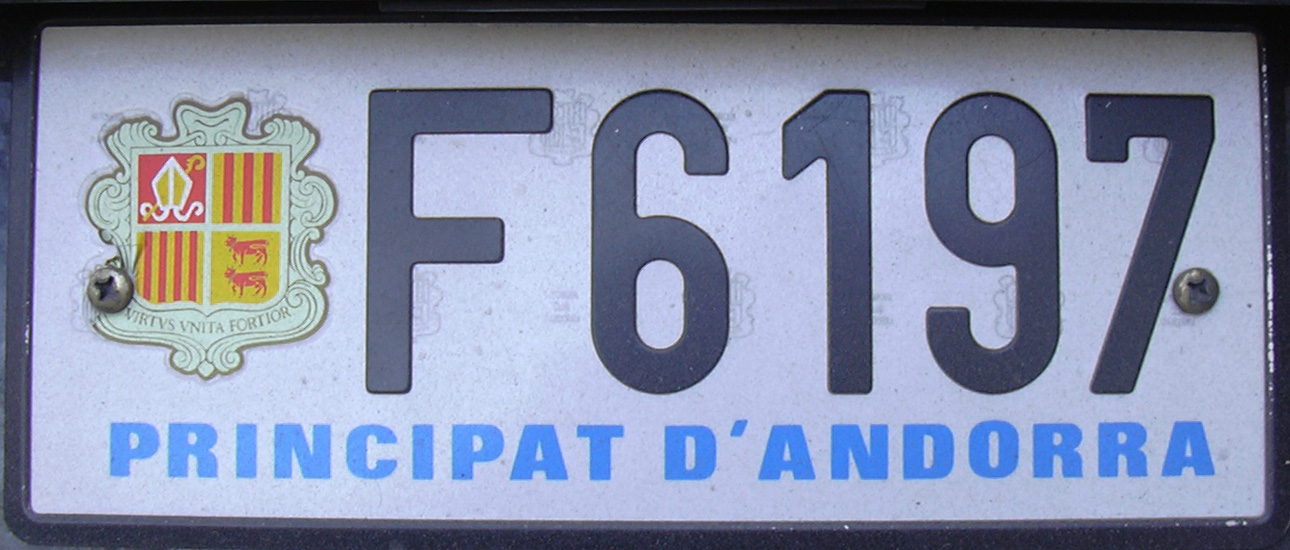
Matrícula andorrana (1989-2011)

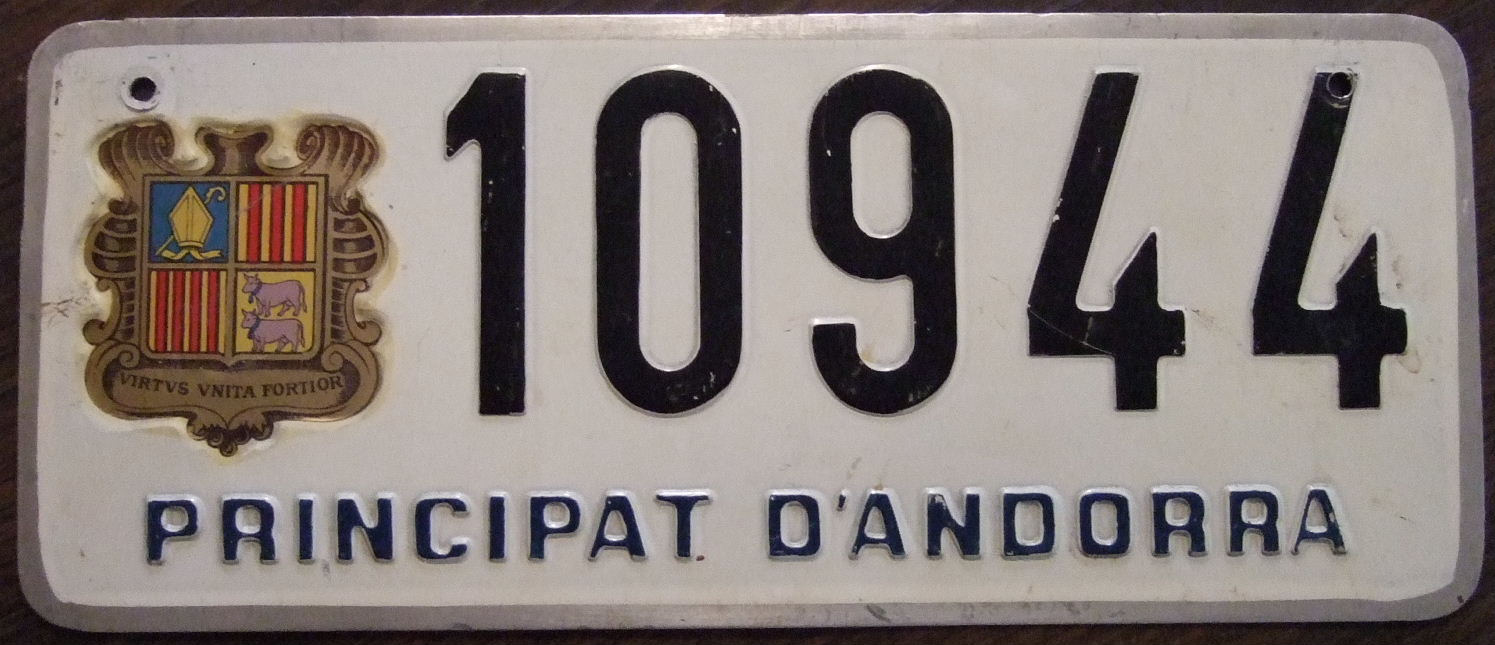
Placa dos anos 70

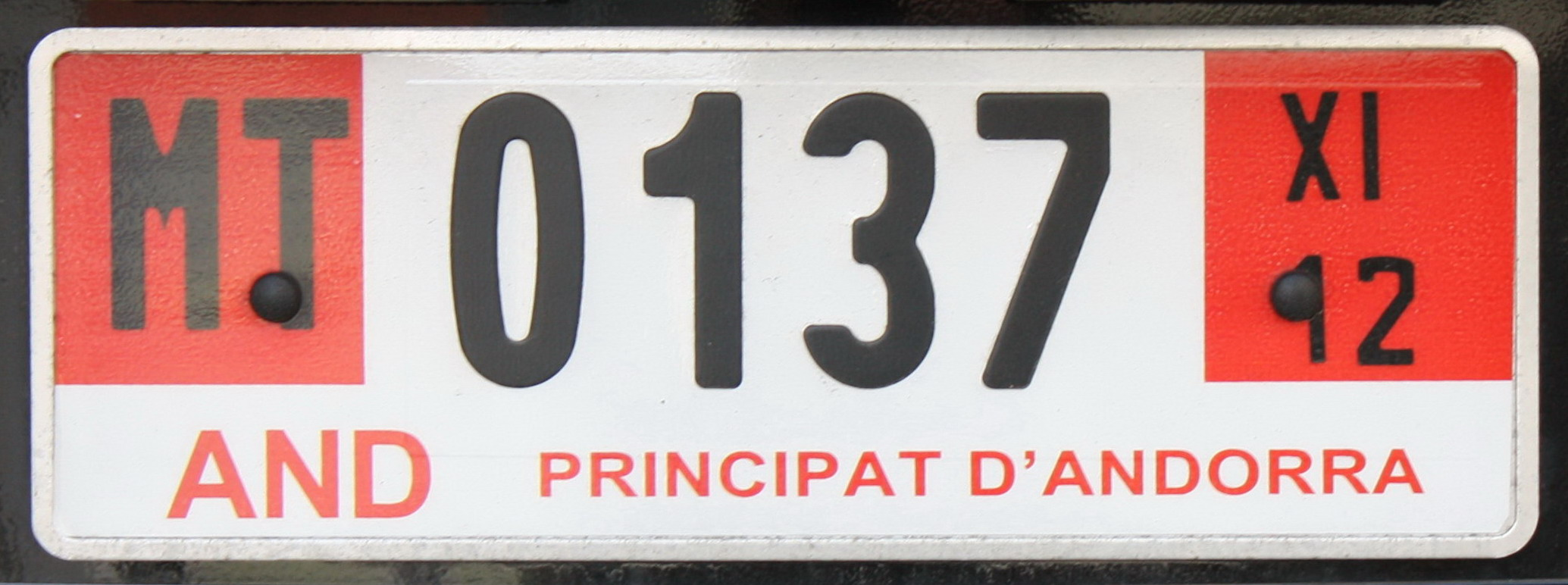
Placa temporária

As placas de identificação de veículos de Andorra são compostas por uma letra e quatro dígitos (no formato A1234) e têm o brasão de armas e o código do país (AND) à esquerda da combinação alfanumérica e a inscrição em catalão Principat d'Andorra em azul abaixo da série. As placas caracteres pretos em alto-relevo sobre fundo branco. 

## História
As primeiras placas andorranas foram produzidas por volta de 1930 e também apresentavam caracteres pretos sobre fundo branco. Estes foram compostos pelas letras "AND" seguidas por quatro dígitos, por exemplo, AND 1234. Um novo formato foi lançado em 2011: as placas agora apresentam o código de registro do país (AND) na parte inferior do brasão de armas.     

## Placas especiais[2]
- MT - Usado como placa temporária, o código MT significa Matrícula Temporal. As placas são compostas por duas letras em uma caixa vermelha, quatro números e o prazo de validade em outra caixa vermelha.
- PROVA - Usado como placa para uso em lojas de revenda de automóveis. As placas são compostas por no máximo três dígitos na cor vermelha, com o ano de validade no lado esquerdo da placa e a inscrição PROVA na parte inferior. Essas placas têm caracteres vermelhos em fundo verde.
- X nnn X - Uso diplomático. As placas são compostas por uma letra, no máximo três dígitos e uma letra. Os caracteres são brancos sobre fundo azul-claro.
- VEHICLES ESPECIALS - Veículos especiais e apenas três números. A placa tem caracteres vermelhos sobre fundo branco.
- Os veículos oficiais usam a bandeira tricolor de Andorra sem emblemas.